# Beechcraft Duchess
Beechcraft Модель 76 Duchess — лёгкий самолёт компании «Beechcraft».

## История

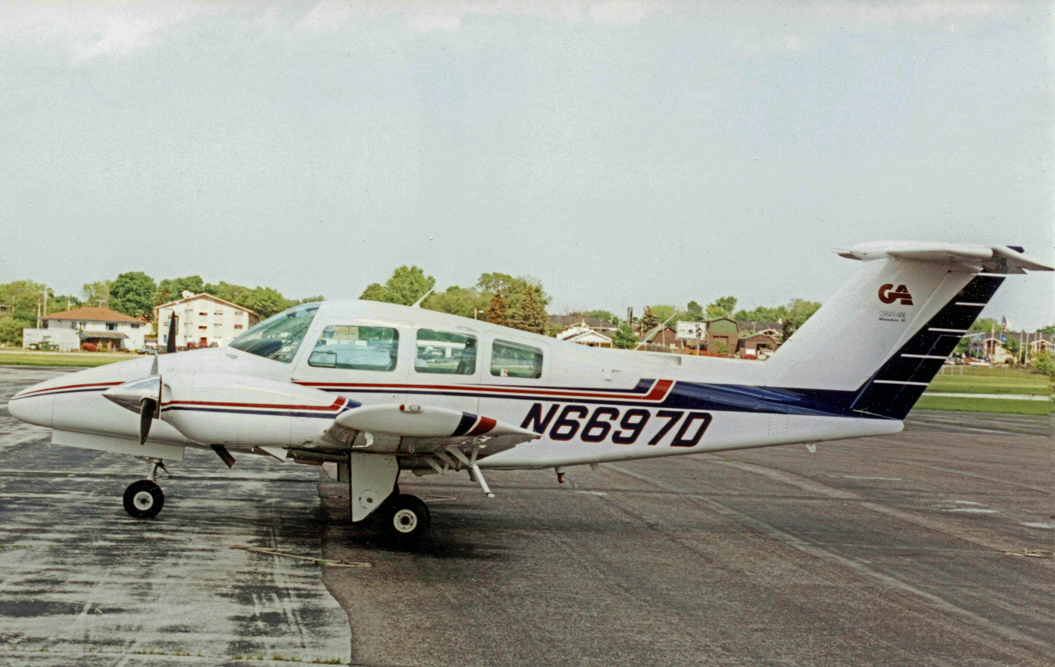
Beechcraft Duchess 1979 года выпуска

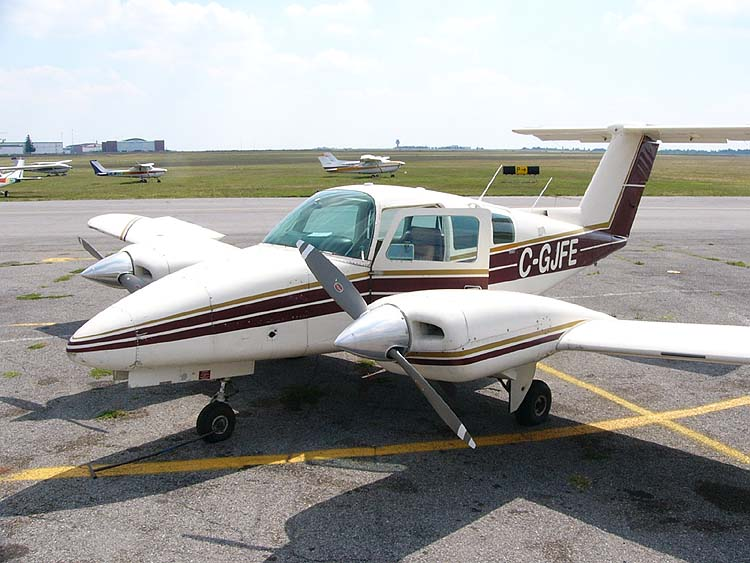
Beechcraft Duchess

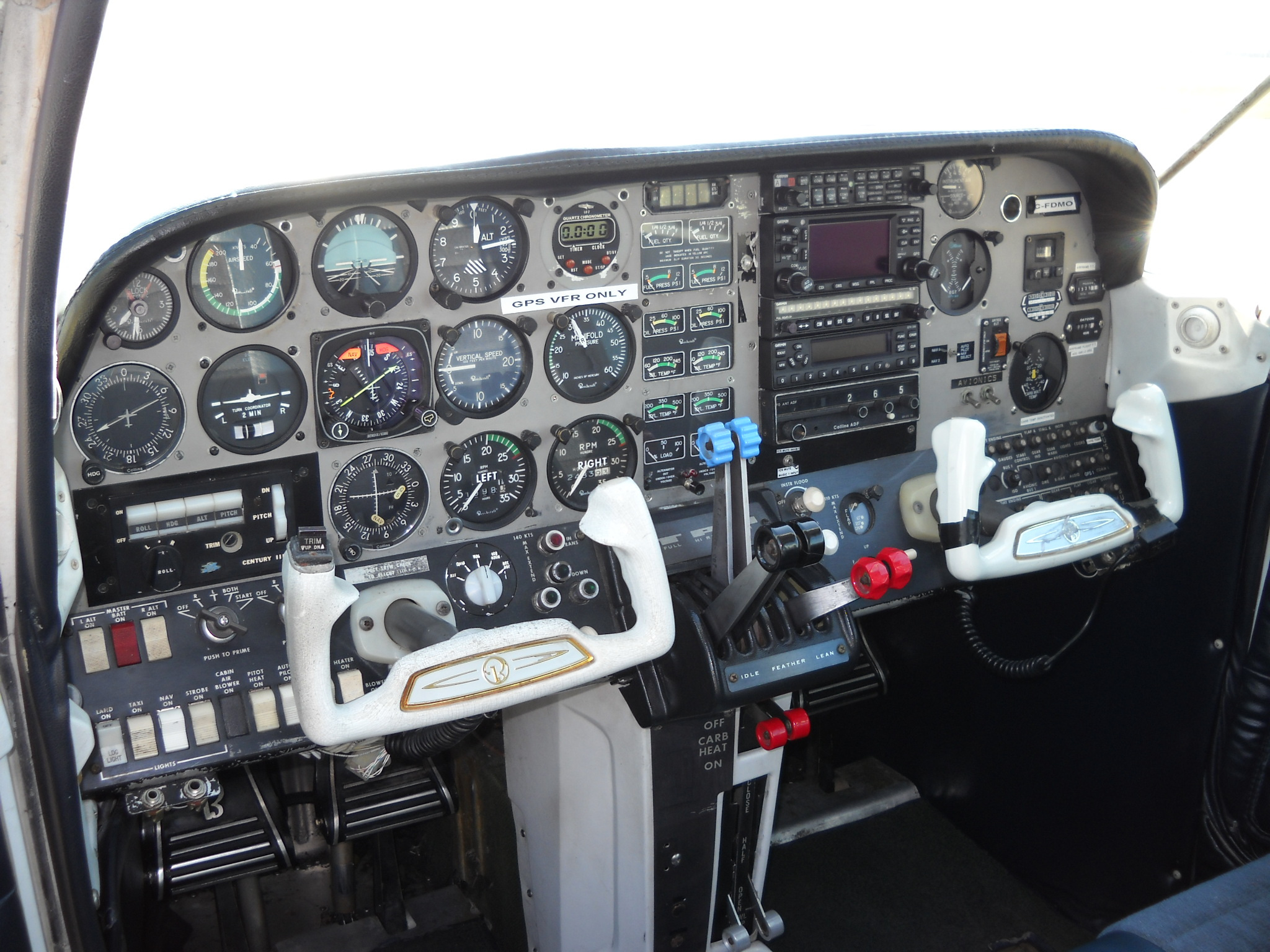
Приборная панель Beechcraft Duchess

Самолёт начали разрабатывать на базе 19-й модели семейства Musketeer, однако в конце этой работы новинка уже серьёзно отличалась в плане внешнего вида, так и в плане лётно-технических характеристик.
Прототип самолёта был представлен 4 ноября 1974 года. Однако первый полёт был совершён в сентябре 1974 года.
Первый серийный самолёт поднялся в воздух 24 мая 1977 года, а название «Duchess» (Герцогиня) было выбрано на конкурсе компании.
Производство «Герцогини» продолжалось до 1983 года без существенных изменений. Единственный экземпляр был испытан с двигателями с турбонаддувом в 1979 году, но не был запущен в производство.

## Конструкция
Спроектирован как экономичный двухмоторный учебно-тренировочный самолёт для аэроцентров Beech Aero Centre и должен был конкурировать с аналогичным Gulfstream Cougar, а также с Cessna 310.
Duchess — цельнометаллический низкоплан с убирающимся трёхопорным шасси и Т-образным хвостовым оперением. Он вмещает четыре человека.
Модель 76 оснащён двигателями Lycoming O-360.
В 1979 году единственный экземпляр был переоборудован для испытаний версий двигателя с турбонаддувом. Обтекатели были изменены, а выхлопная труба была перемещена для размещения установленных на корме турбокомпрессоров.
Крыло Duchess имеет алюминиевую сотовую конструкцию, скреплённую склеиванием, а не заклёпками, чтобы снизить стоимость и обеспечить более гладкую аэродинамическую поверхность.

## Критика
Использование T-образного хвостового оперения на данном самолёте встретило неоднозначную реакцию критиков, когда самолёт был представлен широкой публике. Издание «Plane & Pilot» заявило: «Выдающиеся конструктивные характеристики новой Duchess включают в себя аэродинамически выгодное Т-образное хвостовое оперение, которое размещает горизонтальные поверхности над воздушным потоком для лучшей устойчивости и управляемости».
В то время как Джеральд Фостер сказал: «Интерес к Т-образным хвостовикам, возможно, был вызван их широким использованием на реактивных авиалайнерах».

## Модификации
- Модель 76 Duchess — четырёхместная двухмоторная версия со скреплённой алюминиевой конструкцией.

- Модель 76TC Duchess — неофициальное обозначение испытательного самолёта с турбированным Lycoming O-360.

## Технические характеристики
- Экипаж: 1 человек
- Вместимость: до 4 пассажиров
- Размах крыла: 11,58 м
- Длина: 8,85 м
- Высота: 2,89 м
- Масса пустого самолёта: 1110 кг
- Максимальная взлётная масса: 1760 кг
- Двигатель: 2 ПД Lycoming O360A1G6D
- Мощность: 2 × 180 л. с.
- Максимальная скорость: 317 км/ч
- Крейсерская скорость: 307 км/ч
- Практическая дальность: 1445 км
- Практический потолок: 6800 м